# Нова Легота
Нова Легота (словац. Nová Ves nad Váhom) — село, громада округу Нове Место-над-Вагом, Тренчинський край. Кадастрова площа громади — 18.21 км².
Населення 200 осіб (станом на 31 грудня 2020 року).

## Історія
Нова Легота згадується 1348 року.

## Населення
| Рік:            | 1994. | 2004.    | 2014.    | 2024.   |
| --------------- | ----- | -------- | -------- | ------- |
| Кількість осіб: | 277   | 230      | 198      | 192     |
| Різниця:        |       | -16,96 % | -13,91 % | -3,03 % |

| Рік:            | 2023. | 2024.   |
| --------------- | ----- | ------- |
| Кількість осіб: | 197   | 192     |
| Різниця:        |       | -2,53 % |